# Кучинський Олександр Володимирович
Олександр Володимирович Кучинський (17 лютого 1967, Торез — 29 листопада 2014, Богородичне під Слов'янськом) — український журналіст, редактор донецької газети «Криминал-Экспресс», видавець і автор книг. Убитий разом з дружиною на дачі в селі Богородичне під Слов'янськом 29 листопада 2014 року.
Навчався на факультеті журналістики Київського університету імені Тараса Шевченка.
За даними ЗМІ, Кучинський багато років товаришував з колишнім начальником охорони Рината Ахметова, генералом МВС Володимиром Малишевим.
Був членом команди газети Салон Дона и Баса (1992-2011).

## Сім'я
Дружина Віра. вбита разом з Олександром 29 листопада 2014. Син навчається за кордоном.

## Судова справа
У 2006 році Олександр Кучинський звернувся до суду з позовом про порушення своїх авторських прав авторами бестселера «Донецкая мафия», Борисом Пенчуком та Сергієм Кузіним. Київський райсуд Донецька виніс рішення про арешт двох квартир у центрі Донецька та іномарку, приналежні Борису Пенчуку. Материальні збитки Олександра Кучинського суд оцінив у 250 тисяч гривень, а моральний — у 10 тисяч гривень.

## Книги
За власними словами (20 лютого 2007 року), є автором 12 книг. З преси та судових справ відомі назви двох книг Кучинського: «Антология заказного убийства» (1990-ті роки), «Хроника донецкого бандитизма» (2002).
Цікаво, що книги Кучинського відомі лише у контексті біографії автора (судова справа про плагіат, загибель автора), з приватних повідомлень. Невідомі будь-які їх реквізити (видавництво, кількість сторінок, ISBN тощо).